# Belmont-Luthézieu

Belmont-Luthézieu este o comună în departamentul Ain din estul Franței.